# バーフバリ 伝説誕生
『バーフバリ 伝説誕生』（バーフバリ でんせつたんじょう、原題：Baahubali: The Beginning）は、2015年公開のインド映画。テルグ語、タミル語で撮影された全2部構成の叙事詩的映画『バーフバリシリーズ』の第1作目である。インド国内で最高額の予算で製作された本作は公開直後から高い評価を受け、インドの歴代興行収入最高額を記録した。また、興行的に最も成功したテルグ語映画となった。
ヴァンサン・タベロンが再編集した海外配給版もシッチェス・カタロニア国際映画祭、ブリュッセル国際映画祭、釜山国際映画祭など各国の映画祭で上映され、サターンファンタジー映画賞にノミネート、テルグ語版は第63回国家映画賞の長編映画賞、視覚効果賞を受賞した。
2017年に第2作『バーフバリ 王の凱旋』が公開された。

## あらすじ

### 滝の下の世界
古代インドの大国マヒシュマティ王国の女性シヴァガミは、赤ん坊を守るために滝の下に降り追手の兵士を殺し、付近の村に向かおうとするが、足を滑らせて川に落ちてしまう。シヴァガミはシヴァ神に「自分の命と引き換えに赤ん坊の命を救って欲しい」と祈りを捧げる。翌朝、赤ん坊の泣き声を聞き村人が集まり、赤ん坊を川から助け出し、シヴァガミは滝の上を指差した後に川に沈んでいく。村人たちは赤ん坊を滝の上に返そうとするが、村長の妻サンガは「赤ん坊は子供が生まれない自分への神からの授かりもの」と主張して拒否し、滝の上に通じる洞穴を封印してしまう。サンガは赤ん坊に「シヴドゥ」と名付け、自分の息子として育てることを決める。
25年後、シヴドゥは逞しい青年に成長するが、成長と共に滝の上の世界に興味を抱くようになり、毎日滝をよじ登ろうと試みていた。サンガはシヴドゥの滝登りを止めさせるため、導師の助言でシヴァ神の石像に水をかける願掛けを行う。しかし、願掛けを一人で1000回行わなければならないことを知ったシヴドゥは、シヴァ神の石像を担ぎ上げて滝に沈め、水をかける手間を省かせる。それ以来、シヴドゥは滝登りを止めたためサンガは喜ぶが、シヴドゥは滝から落ちてきた仮面に夢中になっていた。その仮面が女性の物だと知ったシヴドゥは「持ち主の女性に会いたい」と願うようになり再び滝登りを再開し、女性の幻に導かれて遂に滝の頂上に到達する。

### アヴァンティカとの出会い
滝の上に到達したシヴドゥは付近を散策し、そこで探し求めていた女性アヴァンティカを見つける。アヴァンティカは仲間と共にマヒシュマティ兵を皆殺しにし、兵士から宮殿に向かった仲間が死んだことを聞き出す。彼女は、暴君バラーラデーヴァに捕らえられ幽閉の身のデーヴァセーナ王妃を救い出そうとするクンタラ王国一党に所属していた。アヴァンティカは死んだ仲間に代わりデーヴァセーナ救出の任務を任されるが、彼女の手にシヴドゥが密かに描いたボディペイントがあったことから「色欲に惑わされる者には任せられない」と言い渡される。自らの情熱を訴え、改めてリーダーから任務を任せられたアヴァンティカは不届き者を殺そうと待ち構えるが、シヴドゥは再び彼女にボディペイントを施し去っていく。
シヴドゥは雪山で野宿をしているところをアヴァンティカに発見され、襲撃される。シヴドゥは逃げながらアヴァンティカにアプローチをかけ、次第に彼女の心を掴み、二人は愛し合うようになる。しかし、アヴァンティカは王妃救出の使命を思い出し、シヴドゥを置いてマヒシュマティに向かうが、途中でマヒシュマティの兵隊に捕まってしまう。兵士たちはアヴァンティカを殺そうとするが、駆け付けたシヴドゥに全滅させられる。その際、兵士の一人が彼を見て「バーフバリ」と呟き許しを請う。シヴドゥとアヴァンティカは追手から逃れるために雪崩を起こすが、予想を上回る規模の雪崩が発生し、命からがら雪山から脱出する。シヴドゥはアヴァンティカに代わり王妃の救出を引き受け、単身マヒシュマティに乗り込む。

### マヒシュマティ王国
カーブルの武器商人アスラム・カーンは刀剣を売り込みにマヒシュマティの武器工場長カッタッパを訪れ、彼の剣術の腕に感服する。アスラムはカッタッパが奴隷の身分だと聞き国王に自由の身にするように働きかけようとするが、代々王国に仕える家の出身であるカッタッパは申し出を固辞し、その忠誠心の篤さにアスラムは敬意を示す。そのカッタッパが忠誠を誓う国王バラーラデーヴァは国民に重税を課し、反対者を弾圧するなど圧政を敷いていた。宮殿の中庭にはデーヴァセーナが幽閉されており、彼女は毎日中庭の小枝を集める日々を送っていた。カッタッパはデーヴァセーナを逃がそうとするが、彼女は「いつか息子が助けにくる。息子が倒したバラーラデーヴァを焼くために小枝を集めている」と答え拒否する。
都ではバラーラデーヴァの誕生日を祝う祝典が開催され、黄金のバラーラデーヴァ像の建立式が行われていた。シヴドゥは倒れかけた巨大な黄金像の下敷きになりかけた老人を救い姿を消すが、その姿を見た国民は「バーフバリ」の名を叫び出す。その夜、バラーラデーヴァは「バーフバリ」の名を叫んだ者を探し出そうと兵士たちを集めるが、兵士に紛れ込んだシヴドゥが宮殿に火をかけて騒ぎを起こす。シヴドゥは混乱に乗じてデーヴァセーナを助け出して脱出するが、バラーラデーヴァの息子バドラ王子の部隊に捕まってしまう。
シヴドゥは兵士たちを全滅させバドラを殺そうとするが、駆け付けたカッタッパと一騎打ちになり、その場にはアヴァンティカたちや、シヴドゥを探すために洞穴を登ってきたサンガたちが集まる。シヴドゥはカッタッパの剣を奪い、逃げようとしたバドラの首を刎ねる。カッタッパは槍を手にシヴドゥに襲いかかるが、雷雨の中で彼の顔を見た途端、「バーフバリ」と叫び戦意を喪失する。翌朝、シヴドゥは自分の正体をカッタッパに尋ね、自分の正体がマヒシュマティの王子であることを知る。驚くシヴドゥに対し、カッタッパは彼の父王アマレンドラ・バーフバリの生涯を語り出す。

### バーフバリ王伝
50年前、マヒシュマティ王国を建国したヴィクラマデーヴァ王が急死し、時を同じくして王妃も病死する。後には生まれたばかりの王子バーフバリが残され、国務は王兄ビッジャラデーヴァの妃シヴァガミが代行することになった。これに反発する家臣の一部が謀反を計画するが、シヴァガミは家臣たちを取り込み謀反を防ぎ、首謀者たちはカッタッパに斬り捨てられる。ビッジャラデーヴァは息子バラーラデーヴァを王位に就けるように提案するが、シヴァガミは「バーフバリとバラーラデーヴァのうち、より優れた者を王位に就ける」と宣言する。
バーフバリとバラーラデーヴァは成長して帝王学を身に付け、文武両道に優れた王子となり、王位を決める試練を難なく成し遂げていく。シヴァガミはどちらを王位に就けるべきか迷うが、その折に家臣が軍事機密を盗み出す事件が発生する。二人は家臣を捕らえて尋問し、軍事機密が隣国の蛮族カーラケーヤに渡ったことを聞き出す。カーラケーヤ軍10万人に対してマヒシュマティ軍は2万5000人しかおらず危機を迎えるが、バーフバリは三叉作戦を立案し、カーラケーヤ族長を狙うことを提案する。それを聞いたビッジャラデーヴァは「カーラケーヤ族長を討ち取った方を王位に就ける」と提案し、シヴァガミも提案を了承する。
バーフバリの部隊はビッジャラデーヴァの策略で満足な武器を与えられずにいたが、彼は策を巡らせてカーラケーヤ軍を翻弄する。カーラケーヤ軍が混乱したスキを突き、バーフバリとバラーラデーヴァの部隊が出撃し敵陣に突入する。族長は捕らえた村人を盾にして抵抗するが、バラーラデーヴァは人質ごとカーラケーヤ軍を撃破し、バーフバリは人質を救出しつつ攻撃を加える。部隊が敵陣深く入り込んだ時、マヒシュマティ軍の防御陣が突破され部隊は戦意を喪失する。バーフバリは陣地に戻り兵士たちを鼓舞してカーラケーヤ軍を押し戻し、再び族長の陣地に突入する。バーフバリは族長を追い詰め止めを刺そうとするが、間に入ったバラーラデーヴァが止めを刺す。
勝利に沸き立つマヒシュマティの陣地では、シヴァガミがバラーラデーヴァの武勇を称賛するが、彼女はバーフバリを次の国王に指名する。詰め寄るビッジャラデーヴァに対し、シヴァガミは「バラーラデーヴァは戦いに夢中になっていたが、バーフバリは国民を救うことを考えていた」と理由を語り、バーフバリは歓呼の声が挙がる中で王位に推戴される。

### 王の死
カッタッパの話を聞いたサンガは、「シヴドゥの父であるバーフバリに会いたい」と言うが、カッタッパは「既にこの世にはいない」と答える。シヴドゥは父が死んだ理由を問いかけ、カッタッパは「仲間に裏切られて死んだ」と語り、「その裏切り者は自分だ」と告げる。

## キャスト
※括弧内は日本語吹替
- シヴドゥ/マヘンドラ・バーフバリ、アマレンドラ・バーフバリ - プラバース（小山力也[14]）
- バラーラデーヴァ（英語版） - ラーナー・ダッグバーティ（山野井仁[14]）
- デーヴァセーナ - アヌシュカ・シェッティ（今泉葉子）
- アヴァンティカ - タマンナー・バティア（佐藤利奈[14]）
- シヴァガミ - ラムヤ・クリシュナ（杉山滋美）
- ビッジャラデーヴァ - ナーサル（あべそういち）
- カッタッパ - サティヤラージ（麦人[14]）
- サンガ - ローヒニ（英語版）（天野真実）
- 導師 - タニケッラ・バラニ（佐野康之）
- バドラ - アディヴィ・セッシュ（宮本誉之）
- カーラケーヤ族長 - プラバカール（山田浩貴）
- カーラケーヤ族長の弟 - チャランディープ（英語版）
- ジャヤ・ヴァルマ - メカ・ラーマクリシュナ

カメオ出演
- アスラム・カーン - スディープ（影平隆一）
- 酒屋 - S・S・ラージャマウリ[脚注 2]
- 緑服の踊り子 - ノラ・ファテヒ（アイテム・ナンバー）[脚注 2]
- オレンジ服の踊り子 - スカーレット・メリッシュ・ウィルソン（アイテム・ナンバー）[脚注 2]
- 青服の踊り子 - マドゥー・スネーハー・ウパディヤイ（アイテム・ナンバー）[脚注 2]

## 製作

### VFX

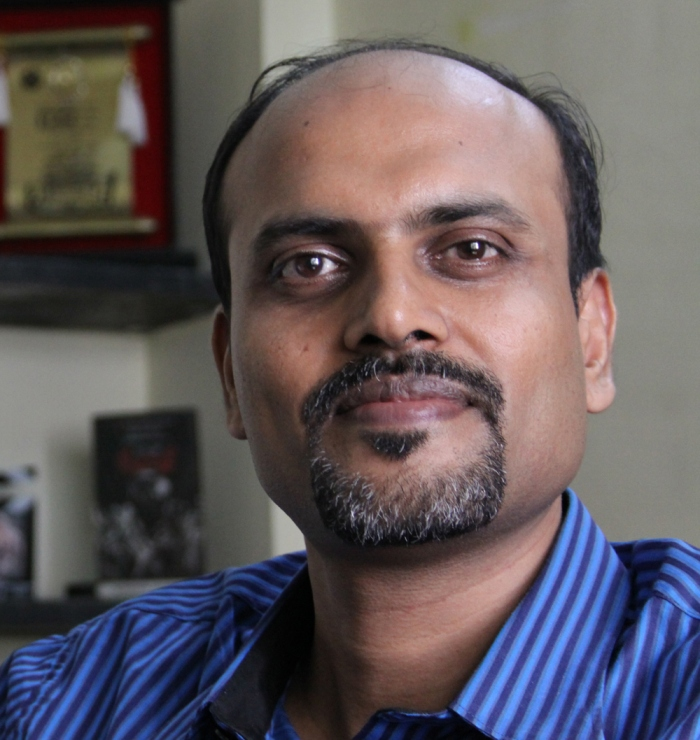
V・スリニヴァス・モハン

VFXスーパーバイザーには、国家映画賞 特殊効果賞の受賞経験があるV・スリニヴァス・モハンが起用された。VFXは2500ショットに及び、映画の90%でCGIが使用されている。主な視覚効果スタジオとしてマクタVFXが参加し、使用されたCG映像の50%以上を担当した。同社が担当したVFX映像には、1500フィートの滝やマヒシュマティ宮殿などが含まれている。滝の映像を作る際には流体力学とシミュレーションの複雑さから、2年以上の歳月がかかっている。また、ハイデラバードに拠点を置くファイアフライ・クリエイティブ・スタジオが雪崩や戦闘シーンなど約25分間相当のVFXショットを、プラサード・スタジオが戦闘前後のシーンとカッタッパの3D画像合成、マレーシアのタウ・フィルムが野牛のVFXショットを担当した。この他、サルスティVFXが、ファイアフライ・クリエイティブ・スタジオと共同で戦闘シーンの製作に参加している。
デジタル・インターミディエイトはアンナプルナ・スタジオが担当し、インド映画史上初めてアカデミー・カラー・エコーディング・システムが採用された。また、アルカ・メディアワークスは4Kをリアルタイムでレンダリング出来るGPUであるW9100、W8100を利用するために、アメリカ合衆国のアドバンスト・マイクロ・デバイセズと連携した。一方、「『ジュラシック・ワールド』と同じVFXチームが製作に参加している」という報道がされた際には、プロデューサーのヤーララガッダは明確に報道を否定し、「『バーフバリ』のほとんどはトリウッドの拠点であるハイデラバードで、地元の才能によって作られました。それは、主に地元の才能による自国映画の特徴となっています」と述べている。

### 音楽

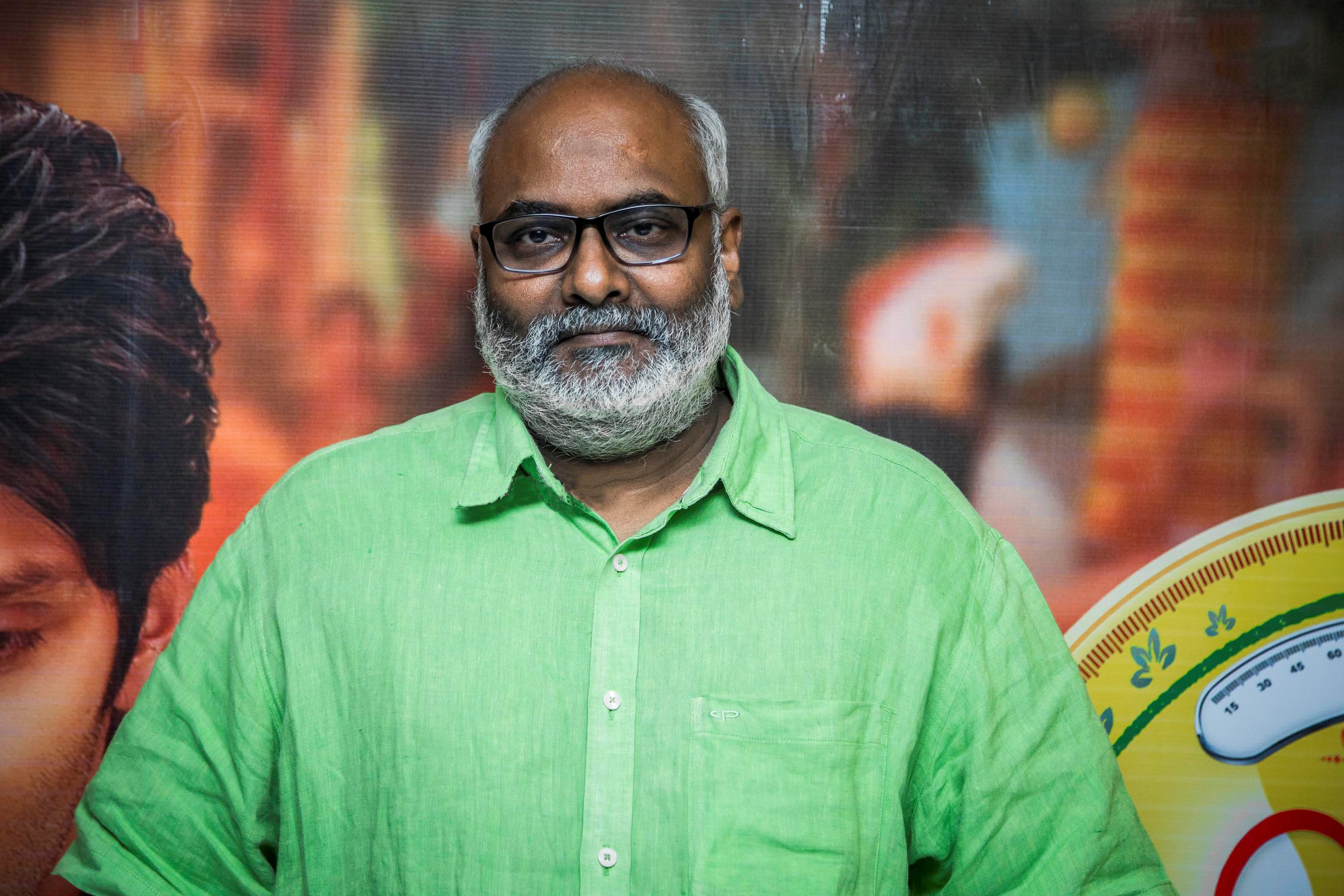
M・M・キーラヴァーニ

音楽はラージャマウリの従兄で作曲家のM・M・キーラヴァーニが担当している。また、タミル語版サントラの作詞はカールキが担当している。
2014年7月2日、ハイデラバードのプラサード・スタジオで、ディープが歌う曲を録音していることが公表された。10月8日にキーラヴァーニは、デカン・クロニクルの取材に作曲中であることを語り、「1週間後に録音を開始する」と答えている。2015年3月5日に戦闘シーンの撮影が終了した後、キーラヴァーニは2曲を録音している。6月13日に、ヴェンカテスワラ大学構内でサウンドトラックの発表が行われた。

### キリキ語
マダン・カールキは映画に登場する部族カーラケーヤの話す架空言語キリキ語（または、キリキリ語）の作成も担当している。キリキ語は750単語と40文法で構成されており、カールキは専用の辞書を作り撮影現場に持ち込んで言語指導し、辞書にない単語が必要になった際には、その場で新しい単語を作った。また、文法には二種類の吸着音が存在し、不満の意思表示と所有権を主張する際には吸着音を発する。
キリキ語の基盤となっているのはカールキが博士号取得のために留学していたオーストラリアで、ベビーシッターのアルバイト中に子供たちにタミル語を教える目的で作った架空言語「クリック」であり、「Me=Min」「You=Nim」などの100単語から構成されている。「クリック」の由来は「マウスボタンをクリックするように簡単な言語」だと語っている。彼は帰国後は「クリック」のことを忘れていたが、製作に参加した際にラージャマウリが「カーラケーヤが恐ろしい部族だと伝わるようなパワフルな言語が必要だ」と語っていたのを聞き、「新しい言語を作れないか」と提案した。その後、カールキは「クリック」のことを思い出し、それを基に荒々しい言語に改変していったという。

### マーケティング
2013年にラージャマウリはFacebookとYoutubeを通してマーケティングを始め、アルカ・メディア・ワークスのYoutubeチャンネルで複数の短編プロモーション・メイキング動画、主要キャストを特集したポスターを公開した。この動画では、スマートフォンやタブレットで再生するために拡張現実が用いられた。プロモーションの一環として、映画で使用された王冠がハイデラバードのコミコンで展示された他にコスプレ・イベントが開催され、受賞者には撮影セットを訪問する権利が与えられた。また、定期的に情報を提供するためにWhatsAppを立ち上げている。
2015年7月22日には、6月27日にコーチで行われたイベントで使用されたポスター（4,793.65m²）が「世界最大のポスター」としてギネス世界記録に登録された（後に『MSG-2 The Messenger』の記録5,969.61m²に破られた）。プロデューサーのヤーララガッダは、ラモジ・フィルムシティに映画で使用した衣装・鎧・武器などを展示したミュージアムを『バーフバリ 王の凱旋』の公開前後に開くことを計画している。

## 公開

### 配給
2015年7月10日にテルグ語版の他、タミル語、ヒンディー語、マラヤーラム語に吹き替えされて4000スクリーンで公開された。内訳はテルグ語版が1600、タミル語版が350、ヒンディー語版が1500、マラヤーラム語版が225となっている。公開前日の9日にはハイデラバードのプラサードIMAXでプレミア上映が開催された。
アメリカではブルースカイ・シネマズの配給で、135スクリーンで公開されている。中国でも5000スクリーンで公開され、『PK』の記録を破り、中国におけるインド映画の最高興行収入記録を更新した。プロデューサーのヤーララガッダはラテンアメリカ、ヨーロッパでの公開を計画していた。この他、タイ王国、ラオス、カンボジア、ベトナム、ミャンマー、東ティモールでの公開も行われた。アルカ・メディアワークスはドイツなど70か国での上映権を取得した。
日本ではツイン配給で2017年4月8日に公開。2018年10月26日にノーカット版が公開された。

### 国際映画祭での上映
ヴァンサン・タベロンの編集した海外配給版が釜山国際映画祭で初めて上映されたのを皮切りに、インド国際映画祭、シッチェス・カタロニア国際映画祭、ユートピア国際映画祭、金馬奨、タリン・ブラックナイト映画祭、L'Étrange Festival、ポーランドの5つの映画祭、ハワイ国際映画祭、ブリュッセル国際ファンタスティック映画祭、カンヌ国際映画祭、トランシルバニア国際映画祭、グラン・レックス、クジャ・ポート・ホラー映画祭、ラカモ映画祭、第8回BRICS首脳会議、インド国際映画祭、京都ヒストリカ国際映画祭など各地の映画祭・国際会議場・劇場で上映された。

### タミル語版に関する騒動
2015年7月22日にタミル語版が上映されていた映画館の前で、男がガソリン爆弾を投げつける事件が発生した。男は不可触民グループの一員で、タミル語版で不可触民を侮辱する言葉が使われたことに抗議する目的で事件を起こしたと主張した。事件に対し、タミル語版の翻訳を担当したカールキは「不可触民の感情を傷付けた」として謝罪した。

## 評価

### 興行収入
公開初日の興行収入は7億5000万ルピーを記録し、『帝王カバーリ』の記録（8億7500万ルピー）に抜かれるまでの間、インド映画の最高初日興行成績を維持した。公開初日の興行収入のうち、1億5000万ルピーはアメリカ合衆国での興行収入だった。公開初週末の累計興行収入は16億2000万ルピー、公開第1週の累計興行収入は25億5000万ルピーを記録した。公開9日目の累計興行収入は30億ルピーを超え、この興行収入を記録する最初の南インド映画となった。公開15日目には累計興行収入40億1000万ルピー、公開24日目には50億ルピーを記録している。インターナショナル・ビジネス・タイムズは公開50日目までに累計興行収入は59億5000万ルピーに達すると試算している。同紙は2017年5月時点で累計興行収入は60億ルピーを超えたと報じている。ファーストポストは2017年8月時点で累計興行収入は65億ルピーを記録したと報じている。『バーフバリ 伝説誕生』は国内興行収入だけで51億8940万ルピーを記録しており、「PK』の記録（44億ルピー）を超えて最も大きな興行収入を記録したインド映画の一つとなった。
アーンドラ・プラデーシュ州、テランガーナ州では劇場の座席占有率は100%を記録し、タミル・ナードゥ州、ケララ州、カルナータカ州では70%を記録した。公開初日の4言語版（テルグ語版。タミル語版、マラヤーラム語版、ヒンディー語版）の国内興行収入は5億ルピーを記録している。このうちヒンディー語版の興行収入は5000万ルピーを記録し、当時のヒンディー語吹替版歴代興行成績の最高記録を更新した。ヒンディー語版の公開週末の興行収入は1億9500万ルピーを記録している。テルグ語版の公開週末の興行収入は6億5000万ルピーを記録し、公開第1週末には全言語版の合計純利益が10億ルピーを超えた。ヒンディー語版は公開1週間で興行収入4億ルピーを記録し、全言語版の合計純利益は17億8000万ルピーを記録した。公開第2週には純利益4億5000万ルピー、公開10日目の累計純利益は22億4000万ルピーを記録している。ムンバイ地域ではヒンディー語版の純利益が4億ルピーを超えている。
海外市場では公開初日に2億ルピーの興行収入を記録した。アメリカでは公開週末の興行収入は350万ドル（1スクリーン当たりの平均1万5148ドル）を記録している。アメリカ・カナダでは公開3日間で463万ドルの興行収入を記録した。イギリス・アイルランドでは公開第2週末までの興行収入が6万6659ポンド（テルグ語版）、オーストラリアでは19万4405ドル（タミル語版）を記録している。マレーシアでは興行収入が66万3869リンギット（タミル語版）を記録した。中華人民共和国では公開週末に54万ドルの興行収入を記録し、最終的な興行収入は749万元を記録している。最終的な海外興行収入は1094万ドルを記録している。

### 批評

#### インド

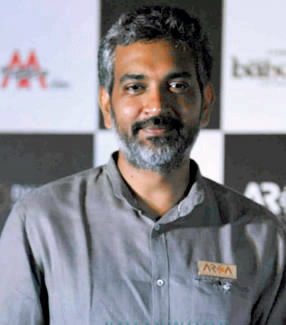
S・S・ラージャマウリ

ファーストポストのディーパジャーナ・パルは、「この戦いは、ラージャマウリが引き出した力です。それは精巧で、よく振り付けられ、息を呑むような瞬間があった。プラバースとラーナーは、二つの独特なスタイルで戦争に挑む戦士として登場します。戦いの結果に驚くものはありませんが、観衆を引き付ける巧妙な戦術と紆余曲折が描かれています。しかし、最も大きな驚きは、続編を垣間見ることが出来るラストシーンです」と称賛している。NDTVインディアのサイバル・チャテルジーは五つ星中三ツ星を与え、「映画が想起する壮大な世界は、魔法で満たされている。しかし、キャラクターたちは広大な世界で神話の中に属していない。愛と戦争で心を動揺させる勇敢なスーパーヒーローに牽引された『バーフバリ 伝説誕生』は、無意味ではない多くの驚きを投げ捨てる」と批評している。インディアン・エクスプレスのシューブラ・グプタは「オープニングから、『バーフバリ 伝説誕生』は多くの定石（冒険と恋愛、愛と裏切り、勇気と弱さ）を守っています。それは壮大な表現で届けられます。『バーフバリ 伝説誕生』はシンプルに素晴らしい映画です」と絶賛した。ザ・ヒンドゥーのサンジェータ・デヴィ・ダンドゥは「映画後半の戦争シーンは、これまでのインド映画の中で最高のものです。この部分は壮観で、撮影監督と視覚効果チームの技術的な精巧さを示しています。滝、神秘的な森、崖の上の川、雪崩を避けるソリの全ての光景に魔法を使い、その出来はハリウッド映画と比較する必要がないほどです」と評価した。
Rediff.comのスマナ・ヴァルマは「独創的」と評価した。コイモイのアルチタ・カシュヤップも同様の評価を与え、「これは剣の戦いです。この純粋なエンターテインメントは、一見の価値があります。ラージャマウリと一流の俳優プラバースとラーナーの献身のために、この映画を観るための支出を惜しみません。その想像力とインドらしさでは、『バーフバリ 伝説誕生』は新しいスタートとなるかも知れません」と述べている。フィルムフェアのラシット・グプタは五つ星中四つ星を与え、「『バーフバリ 伝説誕生』は本当に壮大な叙事詩です。物語があまりにも荒廃することがなければ、古典として歴史の一部となっていたでしょう。物語の一部には欠陥があり、それはラージャマウリのアイディアに影を落としていますが、これはインドの最高の映画の一つです」と評価している。デカン・クロニクルのスパナ・シャルマは映画の後半部分を高く評価し、「ラージャマウリは後半で壮大な戦いを描いた。それは、映画を叙事詩的に支配する瞬間です」と述べている。

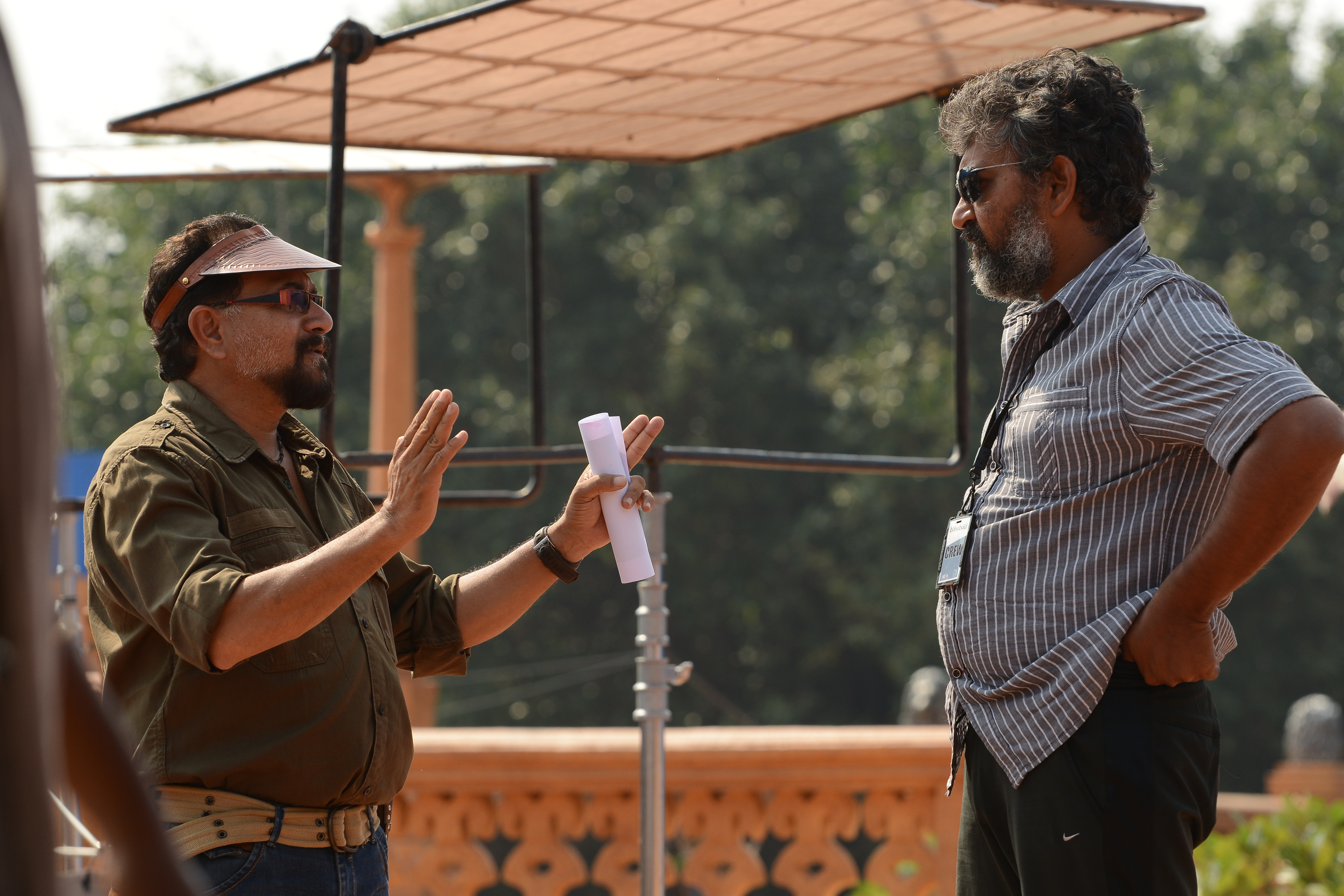
ラージャマウリとプロダクションデザイナーのサーブ・シリル

インディア・トゥデイのスハニ・シンは、「ラージャマウリと彼のチームは、魅力的な東の冒険を描きました。それは、『バーフバリ 伝説誕生』に見られるような世界を創造し、国際基準と同様のものとなっています。最後の45分間の戦争シーンは、インド映画ではほとんど見られないアクション・スペクタクルです。ラージャマウリがパート2を発表できるならば、彼の名前は映画史に刻まれるでしょう。私たちはマヒシュマティ王国への再訪を待つことが出来ません」と評価した。シュヴァ・シーティ・サハはミッド・デイに「『バーフバリ 伝説誕生』を観ながら、定期的に床に落ちた顎を拾う必要があるかも知れません。何故なら、これは単なる映画ではなく、信じられない程スリリングなファンタジーだからです。監督の功績は、あらゆる側面（アクション、思いがけないセットデザインと振り付け）が、巨大な叙事詩的映画に仕上げたことです。シヴドゥがアヴァンティカの心を開いていく歌の振り付けは、絶対的な宝石です」と批評記事を載せている。
音楽について、123telugu.comは「ラージャマウリの素晴らしい映像の全てに合っていて、スクリーンで観た時にさらに感動を与えます」と評価している。Indiaglitzはアルバムを3.25/5点と評価し、「様々なジャンルがあなたを魅了し続けるでしょう。キーラヴァーニの伝統主義と、常人には及ばない才能によって、有り得ないようなコーラスが生み出されました」と批評している。ザ・タイムズ・オブ・インディアは4/5点と評価し、「アルバムは、古典楽器に重点を置いており、非常に印象的なものになっています」と批評している。

#### 国外

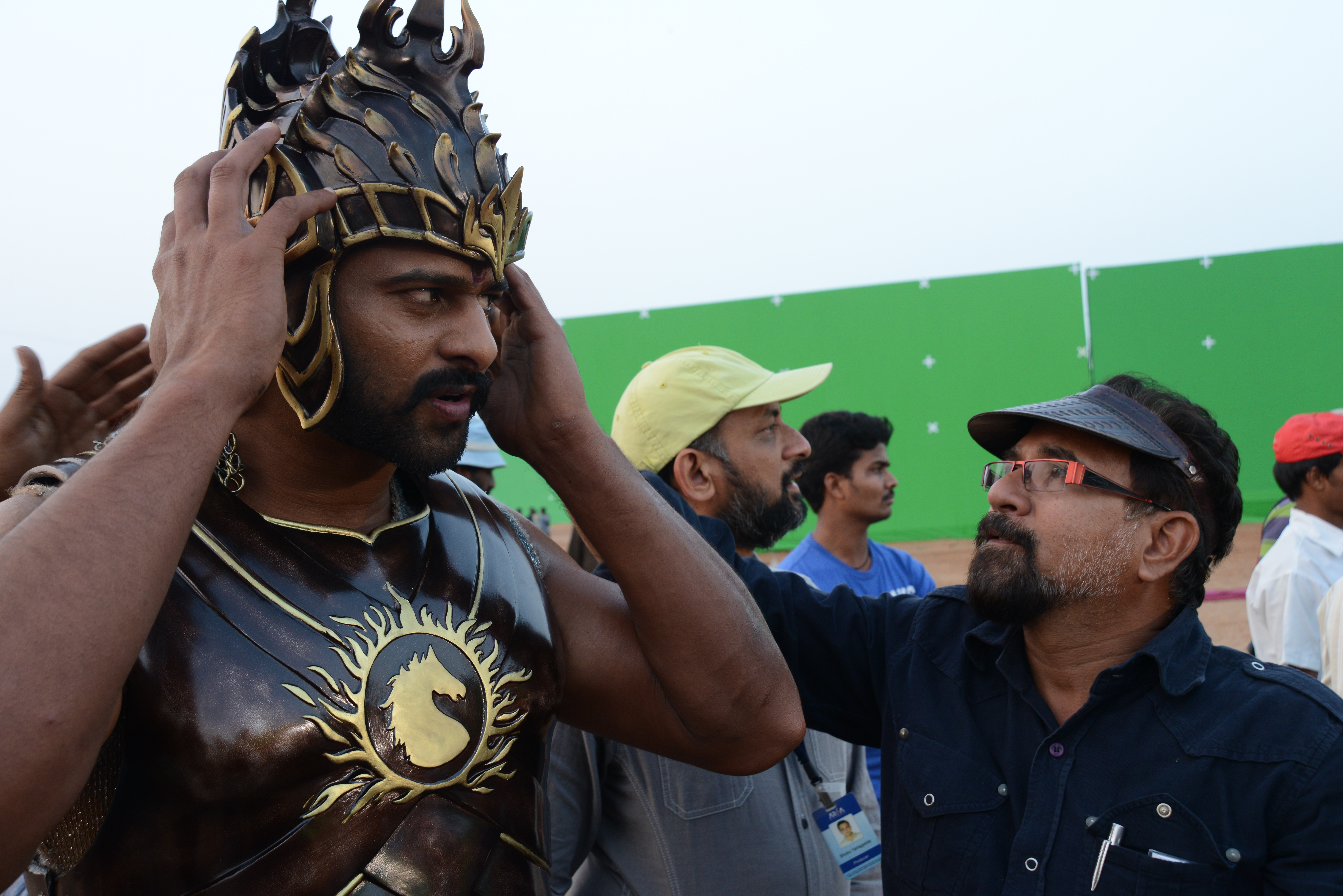
プラバースとサーブ・シリル

ハリウッド・リポーターのリサ・テリングは「子供が偉大な運命に導かれて悪を倒す。このような物語は過去に何度も作られています。しかし、南インドの監督ラージャマウリが自信を持って作った『バーフバリ 伝説誕生』は、そのような物語に新たな命を吹き込みました」と論評している。Screen Dailyのアラン・ハンターは「大雑把なストーリーとスローモーションの多用は、映画の弱点となっています。しかし、これは親しみやすい流行の映画です。『バーフバリ 伝説誕生』は大衆を喜ばせ、インド国内の興行収入記録を塗り替えたテルグ語の叙事詩です」と述べている。
ガーディアンのマイク・マッカヒルは五つ星満点中四つ星を与え、「ラージャマウリの熟練した技術は、映画に入り込むあらゆる冷笑を払拭した。彼の映画は大ヒット、またはこれまでに作られた中で最初の大ヒットとなる可能性があり、典型的なエンターテインメント映画の再興であり、スリリングで面白い」と称賛している。ハフィントン・ポストのシュプラティーク・チャッタージは、「『バーフバリ 伝説誕生』は一言でいえば偉業です。ラージャマウリが成し遂げたことは、いくつかの欠点があるにもかかわらず、インドの悪名高いリスク回避的な映画製作環境を特に考慮すると奇跡以外の何物でもありませんし、次作へ繋がるじれったいクリフハンガーによる終わり方は誰もがその特異で勇敢なビジョンに拍手を送るでしょう。"千里の道も一歩より"のことわざ通り、最初のステップは力強く自信ある限り、多少の揺れは重要なことではありません」と批評している。

### 受賞・ノミネート
| 受賞とノミネート                        | 受賞とノミネート                           | 受賞とノミネート                                       | 受賞とノミネート | 受賞とノミネート        | 受賞とノミネート |
| 映画賞                                  | 部門                                       | 対象                                                   | 結果             | 出典                    |                  |
| --------------------------------------- | ------------------------------------------ | ------------------------------------------------------ | ---------------- | ----------------------- | ---------------- |
| アーナンダ・ヴィカタン映画賞            | 助演男優賞                                 | サティヤラージ                                         | 受賞             | [ 105 ]                 |                  |
| アーナンダ・ヴィカタン映画賞            | 助演女優賞                                 | ラムヤ・クリシュナ                                     | 受賞             | [ 105 ]                 |                  |
| アーナンダ・ヴィカタン映画賞            | 特殊効果賞                                 | V・スリニヴァス・モハン                                | 受賞             | [ 105 ]                 |                  |
| アーナンダ・ヴィカタン映画賞            | 美術監督賞                                 | サーブ・シリル                                         | 受賞             | [ 105 ]                 |                  |
| アーナンダ・ヴィカタン映画賞            | 衣装デザイン賞                             | ラーマ・ラージャマウリ、プラシャンティ・ティピリネーニ | 受賞             | [ 105 ]                 |                  |
| アーナンダ・ヴィカタン映画賞            | メイクアップ賞                             | セーナパティ・ナイドゥ、ナッラ・シュリヌ               | 受賞             | [ 105 ]                 |                  |
| アジア・フィルム・アワード              | 視覚効果賞                                 | V・スリニヴァス・モハン                                | ノミネート       | [ 106 ]                 |                  |
| CineMAA賞                               | 作品賞                                     | バーフバリ 伝説誕生                                    | 受賞             | [ 107 ]                 |                  |
| CineMAA賞                               | 監督賞                                     | S・S・ラージャマウリ                                   | 受賞             | [ 107 ]                 |                  |
| CineMAA賞                               | 音楽監督賞                                 | M・M・キーラヴァーニ                                   | 受賞             | [ 107 ]                 |                  |
| CineMAA賞                               | 美術監督賞                                 | サーブ・シリル                                         | 受賞             | [ 107 ]                 |                  |
| CineMAA賞                               | 助演女優賞                                 | ラムヤ・クリシュナ                                     | 受賞             | [ 107 ]                 |                  |
| CineMAA賞                               | 悪役賞                                     | ラーナー・ダッグバーティ                               | 受賞             | [ 107 ]                 |                  |
| CineMAA賞                               | VFX賞                                      | V・スリニヴァス・モハン                                | 受賞             | [ 107 ]                 |                  |
| CineMAA賞                               | 編集賞                                     | コータギリ・ヴェンカテーシュワラ・ラーウ               | 受賞             | [ 107 ]                 |                  |
| CineMAA賞                               | 撮影監督賞                                 | K・K・センティル・クマール                             | 受賞             | [ 107 ]                 |                  |
| CineMAA賞                               | 振付賞                                     | プレム・ラクシータ                                     | 受賞             | [ 107 ]                 |                  |
| CineMAA賞                               | アクション賞                               | ピーター・ハイン                                       | 受賞             | [ 107 ]                 |                  |
| CineMAA賞                               | 男性プレイバックシンガー賞                 | カルティク("Pacchabottu")                              | 受賞             | [ 107 ]                 |                  |
| CineMAA賞                               | 女性プレイバックシンガー賞                 | ラムヤ・ベーラ("Dheevara")                             | 受賞             | [ 107 ]                 |                  |
| エジソン賞                              | 女性キャラクター賞                         | ラムヤ・クリシュナ                                     | ノミネート       | [ 108 ] [ 109 ]         |                  |
| エジソン賞                              | 美術監督賞                                 | サーブ・シリル                                         | ノミネート       | [ 108 ] [ 109 ]         |                  |
| エジソン賞                              | アイコニック・スペルバインダー賞           | S・S・ラージャマウリ                                   | ノミネート       | [ 108 ] [ 109 ]         |                  |
| FICCI BAF アワード                      | VFX部門（国際版）                          | バーフバリ 伝説誕生                                    | 受賞             | [ 110 ] [ 111 ]         |                  |
| FICCI BAF アワード                      | VFX部門（国内版）                          | バーフバリ 伝説誕生                                    | ノミネート       | [ 110 ] [ 111 ]         |                  |
| FICCI BAF アワード                      | VFX オブ・ザ・イヤー                       | バーフバリ 伝説誕生                                    | ノミネート       | [ 110 ] [ 111 ]         |                  |
| 第63回フィルムフェア賞 南インド映画部門 | テルグ語映画部門作品賞                     | バーフバリ 伝説誕生                                    | 受賞             | [ 112 ]                 |                  |
| 第63回フィルムフェア賞 南インド映画部門 | テルグ語映画部門監督賞                     | S・S・ラージャマウリ                                   | 受賞             | [ 112 ]                 |                  |
| 第63回フィルムフェア賞 南インド映画部門 | テルグ語映画部門主演男優賞                 | プラバース                                             | ノミネート       | [ 112 ]                 |                  |
| 第63回フィルムフェア賞 南インド映画部門 | テルグ語映画部門主演女優賞                 | タマンナー・バティア                                   | ノミネート       | [ 112 ]                 |                  |
| 第63回フィルムフェア賞 南インド映画部門 | テルグ語映画部門音楽監督賞                 | M・M・キーラヴァーニ                                   | ノミネート       | [ 112 ]                 |                  |
| 第63回フィルムフェア賞 南インド映画部門 | テルグ語映画部門助演男優賞                 | ラーナー・ダッグバーティ                               | ノミネート       | [ 112 ]                 |                  |
| 第63回フィルムフェア賞 南インド映画部門 | テルグ語映画部門助演男優賞                 | サティヤラージ                                         | ノミネート       | [ 112 ]                 |                  |
| 第63回フィルムフェア賞 南インド映画部門 | テルグ語映画部門助演女優賞                 | ラムヤ・クリシュナ                                     | 受賞             | [ 112 ]                 |                  |
| 第63回フィルムフェア賞 南インド映画部門 | テルグ語映画部門女性プレイバックシンガー賞 | ギーサ・マドゥリ("Jeevanadhi")                         | 受賞             | [ 112 ]                 |                  |
| 第63回フィルムフェア賞 南インド映画部門 | 南インド映画部門撮影賞                     | K・K・センティル・クマール                             | 受賞             | [ 112 ]                 |                  |
| IIFAウトサヴァム                        | 作品賞（テルグ語）                         | バーフバリ 伝説誕生                                    | 受賞             | [ 113 ] [ 114 ] [ 115 ] |                  |
| IIFAウトサヴァム                        | 作品賞（タミル語）                         | バーフバリ 伝説誕生                                    | 受賞             | [ 113 ] [ 114 ] [ 115 ] |                  |
| IIFAウトサヴァム                        | 監督賞（テルグ語）                         | S・S・ラージャマウリ                                   | 受賞             | [ 113 ] [ 114 ] [ 115 ] |                  |
| IIFAウトサヴァム                        | 監督賞（タミル語）                         | S・S・ラージャマウリ                                   | ノミネート       | [ 113 ] [ 114 ] [ 115 ] |                  |
| IIFAウトサヴァム                        | 主演男優賞（タミル語）                     | プラバース                                             | ノミネート       | [ 113 ] [ 114 ] [ 115 ] |                  |
| IIFAウトサヴァム                        | 主演男優賞（テルグ語）                     | プラバース                                             | ノミネート       | [ 113 ] [ 114 ] [ 115 ] |                  |
| IIFAウトサヴァム                        | 主演女優賞（タミル語）                     | タマンナー・バティア                                   | ノミネート       | [ 113 ] [ 114 ] [ 115 ] |                  |
| IIFAウトサヴァム                        | 主演女優賞（テルグ語）                     | タマンナー・バティア                                   | ノミネート       | [ 113 ] [ 114 ] [ 115 ] |                  |
| IIFAウトサヴァム                        | 助演男優賞（タミル語）                     | サティヤラージ                                         | 受賞             | [ 113 ] [ 114 ] [ 115 ] |                  |
| IIFAウトサヴァム                        | 助演男優賞（テルグ語）                     | サティヤラージ                                         | ノミネート       | [ 113 ] [ 114 ] [ 115 ] |                  |
| IIFAウトサヴァム                        | 助演女優賞（タミル語）                     | ラムヤ・クリシュナ                                     | 受賞             | [ 113 ] [ 114 ] [ 115 ] |                  |
| IIFAウトサヴァム                        | 助演女優賞（テルグ語）                     | ラムヤ・クリシュナ                                     | 受賞             | [ 113 ] [ 114 ] [ 115 ] |                  |
| IIFAウトサヴァム                        | 悪役賞（タミル語）                         | ラーナー・ダッグバーティ                               | ノミネート       | [ 113 ] [ 114 ] [ 115 ] |                  |
| IIFAウトサヴァム                        | 悪役賞（テルグ語）                         | ラーナー・ダッグバーティ                               | 受賞             | [ 113 ] [ 114 ] [ 115 ] |                  |
| IIFAウトサヴァム                        | 音楽監督賞（タミル語）                     | M・M・キーラヴァーニ                                   | ノミネート       | [ 113 ] [ 114 ] [ 115 ] |                  |
| IIFAウトサヴァム                        | 音楽監督賞（テルグ語）                     | M・M・キーラヴァーニ                                   | ノミネート       | [ 113 ] [ 114 ] [ 115 ] |                  |
| IIFAウトサヴァム                        | 作曲賞（タミル語）                         | K・シヴァ・ダッタ("Mamathala Thalli")                  | ノミネート       | [ 113 ] [ 114 ] [ 115 ] |                  |
| IIFAウトサヴァム                        | 男性プレイバックシンガー賞（タミル語）     | ディープ("Dheevara")                                   | ノミネート       | [ 113 ] [ 114 ] [ 115 ] |                  |
| IIFAウトサヴァム                        | 男性プレイバックシンガー賞（タミル語）     | ハリチャラン("Manohari")                               | 受賞             | [ 113 ] [ 114 ] [ 115 ] |                  |
| IIFAウトサヴァム                        | 女性プレイバックシンガー賞（タミル語）     | ギーザ・マドゥリ("Jeevanadhi")                         | 受賞             | [ 113 ] [ 114 ] [ 115 ] |                  |
| IIFAウトサヴァム                        | 男性プレイバックシンガー賞（テルグ語）     | リヴァンス("Manohari")                                 | ノミネート       | [ 113 ] [ 114 ] [ 115 ] |                  |
| IIFAウトサヴァム                        | 男性プレイバックシンガー賞（テルグ語）     | ディープ("Dheevara")                                   | ノミネート       | [ 113 ] [ 114 ] [ 115 ] |                  |
| IIFAウトサヴァム                        | 女性プレイバックシンガー賞（テルグ語）     | サティヤ・ヤミニ("Mamathala Thalli")                   | 受賞             | [ 113 ] [ 114 ] [ 115 ] |                  |
| IIFAウトサヴァム                        | 女性プレイバックシンガー賞（テルグ語）     | ギーサ・マドゥリ("Jeevanadhi")                         | ノミネート       | [ 113 ] [ 114 ] [ 115 ] |                  |
| IIFAウトサヴァム                        | 女性プレイバックシンガー賞（テルグ語）     | ダミニ("Pachcha Bottesi")                              | ノミネート       | [ 113 ] [ 114 ] [ 115 ] |                  |
| IIFAウトサヴァム                        | プロダクション・デザイン賞                 | サーブ・シリル                                         | 受賞             | [ 113 ] [ 114 ] [ 115 ] |                  |
| ナンディ賞                              | 作品賞                                     | ショーブ・ヤーララガッダ、プラサード・デーヴィネーニ   | 受賞             | [ 116 ] [ 117 ]         |                  |
| ナンディ賞                              | 監督賞                                     | S・S・ラージャマウリ                                   | 受賞             | [ 116 ] [ 117 ]         |                  |
| ナンディ賞                              | 助演女優賞                                 | ラムヤ・クリシュナ                                     | 受賞             | [ 116 ] [ 117 ]         |                  |
| ナンディ賞                              | 悪役賞                                     | ラーナー・ダッグバーティ                               | 受賞             | [ 116 ] [ 117 ]         |                  |
| ナンディ賞                              | 撮影賞                                     | K・K・センティル・クマール                             | 受賞             | [ 116 ] [ 117 ]         |                  |
| ナンディ賞                              | 美術監督賞                                 | サーブ・シリル                                         | 受賞             | [ 116 ] [ 117 ]         |                  |
| ナンディ賞                              | 音楽監督賞                                 | M・M・キーラヴァーニ                                   | 受賞             | [ 116 ] [ 117 ]         |                  |
| ナンディ賞                              | 男性プレイバックシンガー賞                 | M・M・キーラヴァーニ                                   | 受賞             | [ 116 ] [ 117 ]         |                  |
| ナンディ賞                              | 振付賞                                     | プレム・ラクシータ                                     | 受賞             | [ 116 ] [ 117 ]         |                  |
| ナンディ賞                              | 音響賞                                     | P・M・サティーシュ                                     | 受賞             | [ 116 ] [ 117 ]         |                  |
| ナンディ賞                              | 衣装デザイン賞                             | ラーマ・ラージャマウリ、プラシャンティ・ティピリネーニ | 受賞             | [ 116 ] [ 117 ]         |                  |
| ナンディ賞                              | アクション指導賞                           | ピーター・ハイン                                       | 受賞             | [ 116 ] [ 117 ]         |                  |
| ナンディ賞                              | 特殊効果賞                                 | V・スリニヴァス・モハン                                | 受賞             | [ 116 ] [ 117 ]         |                  |
| 第63回国家映画賞                        | 長編映画賞                                 | バーフバリ 伝説誕生                                    | 受賞             | [ 118 ]                 |                  |
| 第63回国家映画賞                        | 特殊覚効果賞                               | V・スリニヴァス・モハン                                | 受賞             | [ 118 ]                 |                  |
| ノルウェー・タミル映画祭賞              | 作詞家賞                                   | マダン・カールキ                                       | 受賞             | [ 119 ]                 |                  |
| 製作者組合映画賞                        | 栄誉賞                                     | バーフバリ 伝説誕生                                    | 受賞             | [ 120 ]                 |                  |
| サターン賞                              | ファンタジー映画賞                         | バーフバリ 伝説誕生                                    | ノミネート       | [ 121 ]                 |                  |
| サターン賞                              | 助演女優賞                                 | タマンナー・バティア                                   | ノミネート       | [ 121 ]                 |                  |
| サターン賞                              | 音楽賞                                     | M・M・キーラヴァーニ                                   | ノミネート       | [ 121 ]                 |                  |
| サターン賞                              | プロダクション・デザイン賞                 | サーブ・シリル                                         | ノミネート       | [ 121 ]                 |                  |
| サターン賞                              | 衣装デザイン賞                             | ラーマ・ラージャマウリ、プラサンティ・ティピリネニ     | ノミネート       | [ 121 ]                 |                  |
| 南インド国際映画賞                      | 作品賞                                     | バーフバリ 伝説誕生                                    | 受賞             | [ 122 ]                 |                  |
| 南インド国際映画賞                      | 監督賞                                     | S・S・ラージャマウリ                                   | 受賞             | [ 122 ]                 |                  |
| 南インド国際映画賞                      | 主演男優賞                                 | プラバース                                             | ノミネート       | [ 122 ]                 |                  |
| 南インド国際映画賞                      | 撮影賞                                     | K・K・センティル・クマール                             | 受賞             | [ 122 ]                 |                  |
| 南インド国際映画賞                      | アクション振付賞                           | ピーター・ハイン                                       | 受賞             | [ 122 ]                 |                  |
| 南インド国際映画賞                      | 音楽監督賞                                 | M・M・キーラヴァーニ                                   | ノミネート       | [ 122 ]                 |                  |
| 南インド国際映画賞                      | 悪役賞                                     | ラーナー・ダッグバーティ                               | 受賞             | [ 122 ]                 |                  |
| 南インド国際映画賞                      | 助演男優賞                                 | サティヤラージ                                         | ノミネート       | [ 122 ]                 |                  |
| 南インド国際映画賞                      | 助演女優賞                                 | ラムヤ・クリシュナ                                     | 受賞             | [ 122 ]                 |                  |
| 南インド国際映画賞                      | 作曲賞                                     | K・シヴァ・ダッタ                                      | ノミネート       | [ 122 ]                 |                  |
| 南インド国際映画賞                      | 男性プレイバックシンガー賞                 | M・M・キーラヴァーニ("Nippule Swasaga")                | ノミネート       | [ 122 ]                 |                  |
| 南インド国際映画賞                      | 女性プレイバックシンガー賞                 | サティヤ・ヤミニ("Mamathala Thalli")                   | 受賞             | [ 122 ]                 |                  |
| 南インド国際映画賞                      | 女性プレイバックシンガー賞                 | ラムヤ・ベーラ("Dheevara")                             | ノミネート       | [ 122 ]                 |                  |